# 백업 및 복원
백업 및 복원(Backup and Restore, 이전 이름: 백업 및 복원 센터/Backup and Restore Center)는 운영 체제에 통합되어 있는 파일 백업 유틸리티에 사용자가 접근할 수 있게 도와 주는 윈도우 비스타에 들어 있는 구성 요소이다. 이전 윈도우 버전에 포함되어 있던 NT백업을 대체한다.
윈도우 8.1에서는 "파일 히스토리"라는 기능이 선호되면서 백업 및 복원 기능이 완전하게 제거되었다가, 윈도우 10 들어 운영 체제에 다시 통합되었다.

## 기능 및 제한
백업 및 복원에 포함되어 있는 기능들은 윈도우 비스타 에디션에서 독립적으로 수행된다. 윈도우 비스타 홈 프리미엄과 홈 베이직 에디션에서, 사용자는 시스템 파일이 아닌, 개인 파일(음악, 비디오, 문서)만을 백업할 수 있다. 그러나, 윈도우 비스타 비즈니스, 엔터프라이즈, 얼티밋 에디션에서는 시스템 파일도 백업할 수 있다. 또, 홈 베이직을 제외한 모든 윈도우 비스타 에디션에서는 파일 자동 백업 기능을 사용할 수 있다.

### 완전한 개인용 컴퓨터 백업
완전한 개인용 컴퓨터 백업은 상위 버전의 윈도우 비스타에 있는 기능이며, 운영 체제를 완전하게 이미지로 뜨는 것을 도와 준다. 이 기능은 노턴 고스트의 기능과 비슷하다. 운영 체제의 복구가 필요한 경우 윈도우 복구 환경을 통해 백업 이미지를 되돌릴 수 있다.